# Fazio Giovanni Santori
Fazio Giovanni Santori (Viterbo, 1447 - Roma, 22 de março de 1510) foi um cardeal do século XVI.

## Primeiros anos
Nasceu em Viterbo em 1447. De honesti, ma miserabili genitori. Seu sobrenome também está listado como Sanctori, Sanctorius e Santorio. Ele foi chamado de Cardeal de Cesena.

## Educação
Estudou na Universidade de Perugia.

## Juventude
Clérigo de Viterbo. Cônego do capítulo da catedral de Saint Lambert, Liège, em 1485. Pedagogo de Giuliano della Rovere, futuro cardeal e Papa Júlio II, que o tornou seu familiar imediatamente após sua promoção ao cardinalato. Datário de Sua Santidade, novembro de 1503 a dezembro de 1505. Decano dos clérigos da Câmara Apostólica, 1503.

## Episcopado
Eleito bispo de Cesena em 22 de julho de 1504; ocupou o cargo até sua morte

## Cardinalato
Criado cardeal sacerdote no consistório de 1º de dezembro de 1505; publicado em 12 de dezembro de 1505; recebeu o chapéu vermelho e o título de S. Sabina, em 17 de dezembro de 1505. Administrador da Sé de Pamplona, em 17 de setembro de 1507; ocupou o cargo até sua morte.
Morreu em Roma em 22 de março de 1510. Sepultado na basílica de S. Lorenzo em Lucina, Roma; posteriormente, transferido para a capela do coro da basílica patriarcal do Vaticano, Roma; finalmente, durante o pontificado do Papa Urbano VIII, os seus restos mortais foram transferidos para a capela da SS. Sacramento na mesma basílica; uma placa no chão, doada por Forcella, tem a data de 25 de agosto de 1635